# Индо-хеттская гипотеза
Индо-хе́ттская (индо-анатоли́йская) гипо́теза — в индоевропейской лингвистике гипотеза Э. Форрера (1921) и Э. Г. Стёртеванта (1926) о том, что анатолийские языки могли отколоться от общеиндоевропейского праязыка значительно раньше, чем разделились остальные индоевропейские языки. Сам по себе термин может звучать не совсем корректно, поскольку префикс индо- относится не к индо-арийской ветви, но к индоевропейским языкам в целом, а компонент хеттский- относится к анатолийским языкам в целом.
Сторонники индо-хеттской гипотезы утверждают, что отделение анатолийского праязыка могло предшествовать распространению остальных ветвей индоевропейских языков на несколько тысячелетий. В этом контексте праязык до отделения анатолийской ветви предлагается назвать прото-индо-хеттский, тогда как прото-язык, объединяющий все остальные ветви, до следующего отделения, предположительно тохарской ветви, уже можно было бы назвать прото-индо-европейским (PIE). Это является, однако, лишь вопросом терминологии, поскольку гипотеза не оспаривает генетической связи анатолийских языков с остальными индоевропейскими, а лишь смещает акцент на последовательность и хронологию разделения ветвей.

## Лингвистика
Среди индоевропеистов (несмотря на взаимоисключающие гипотезы о прародине) в целом существует консенсус о том, что анатолийская ветвь отделилась от остальных индоевропейских языков раньше, чем другие ветви. В рамках старой курганной гипотезы (ныне хронологически пересмотренной) время разделения оценивалось примерно около 4000 г. до нашей эры.
Некоторые фундаментальные общие черты, такие как аорист (категория глагола, обозначающая действие без указания на длительность или окончание), с перфектной частицей -s при корне, связывают анатолийские языки скорее с юго-восточными индоевропейскими языками, такими, как греческий, армянский и тохарский.
Такие признаки, как отсутствие женского рода в падежных парадигмах имён (существительных и прилагательных), противопоставление «активного» общего рода (номинативная парадигма) и «неактивного» среднего рода (эргативная парадигма), упрощённая система гласных, существенно более простая падежная парадигма, менее типичный для индоевропейских языков лексикон, и другие отличительные черты объяснялись разными специалистами либо как древние артефакты, либо как ядерные признаки для будущего развития, либо как результат длительных контактов с типологически отличными окружающими языками по пути следования в Анатолию или после их прибытия в Анатолию. В пользу индо-хеттской гипотезы, возможно, свидетельствует общность сельскохозяйственной терминологии с другими индоевропейскими языками (поскольку, с точки зрения сторонников анатолийской теории, разделение языков началось в Анатолии, которая считается колыбелью сельского хозяйства), а также ларингальная теория, согласно которой могли существовать один или несколько дополнительных взрывных или спирантов в индоевропейском праязыке, которые засвидетельствованы в хеттском языке, однако лишь рудиментарно — в ИЕ языках за пределами Анатолии.
Тем не менее, противники гипотезы указывают, что она уделяет слишком много веса доказательствам из анатолийской ветви. Критики полагают, что анатолийская группа должна располагаться на одном уровне с другими группами индоевропейского древа, а не как равная ветви «всех прочих индоевропейских». Согласно ещё одной точке зрения, анатолийская подгруппа отделилась от индоевропейского праязыка сравнительно поздно, примерно в то же время, что и арийские, и даже позднее, чем греко-армянская ветвь. Третья точка зрения, особенно распространённая в так называемой французской школе индоевропейских исследований, утверждает, что сохранившееся сходство в несатемных языках в целом (включая анатолийские) может быть связано с их периферийным расположением в области распространения индоевропейских языков и ранним отделением, но не свидетельствует об их более близком к общему предку положении на языковом древе.
И. Адьего указывает на то, что судить об «архаичности» тех или иных явлений анатолийских языков в сравнении с прочими индоевропейскими сложно ввиду того, что они развились в дописьменный период; однако общий массив явлений получает более логичное объяснение в рамках индо-хеттской гипотезы, тогда как в рамках прочих гипотез часть явлений остаются без объяснений.
Лингвист Гус Кронен с соавторами отмечает, что индо-анатолийский язык почти не имел лексики, связанной с земледелием. Она массово появляется в языке индоевропейского ядра лишь после отделения анатолийцев. По мнению исследователей, это свидетельствует в пользу прародины индоевропейского ядра в Поднепровье, в западной части ямной культуры, тогда как индо-анатолийской стадии соответствует среднестоговская культура, в финале которой группы типа Суворово-Новоданиловки начали движение на Нижний Дунай, что связывают с отделением анатолийских языков.
Генетик Дэвид Райх с соавторами, в отличие от лингвистов, выступает за проникновения носителей анатолийского языка в Малую Азию не через Балканы, а через Кавказ. С носителями индо-анатолийского праязыка он связывает кавказско-нижневолжский генетический градиент, протянувшийся от неолитической Армении до Бережновки в Волгоградской области. Носители этого градиента внесли четыре пятых в родословную ямников, но также, войдя в Анатолию с востока, внесли по крайней мере одну десятую в родословную хеттоязычных обитателей центральных районов Малой Азии бронзового века.